# Rio Alatna
O rio Alatna é um curso de água localizado no norte do estado do Alasca, nos Estados Unidos, e constitui um dos principais afluentes do rio Koyukuk, que por sua vez deságua no rio Yukon. Com aproximadamente 296 km de extensão, o Alatna nasce na região central da cordilheira Brooks, atravessa os Montes Endicott e flui majoritariamente em direção sudeste até encontrar o Koyukuk nas proximidades da cidade de Allakaket.

## Curso
O rio percorre paisagens montanhosas e florestais de grande valor ecológico, passando por áreas remotas como os picos Arrigetch e os lagos Takahula e Circle. Ao longo de seu curso, cruza zonas de tundra alpina e florestas boreais típicas da região subártica do Alasca.
Em 1980, parte do seu trecho foi oficialmente designada como Rio Selvagem e Cênico pelo governo dos Estados Unidos, devido à sua relevância natural, cênica e recreativa. Um segmento significativo do rio também está incluído dentro dos limites do Parque Nacional e Reserva Gates of the Arctic, uma das maiores áreas protegidas do país.
Além de seu valor ambiental, o rio Alatna é considerado uma rota tradicional para navegação em caiaque e canoa, sendo destacado em guias de exploração fluvial como o The Alaska River Guide.

## História
O explorador e ambientalista Bob Marshall realizou, em 1931, uma expedição cartográfica de reconhecimento subindo o rio Alatna, partindo de Allakaket até alcançar o rio Kutuk e, posteriormente, a cordilheira Brooks. Sua jornada seguiu os passos de expedições anteriores realizadas por Philip Smith em 1911, pelos irmãos Olaus e Adolph Murie em 1923, e pela equipe do Serviço Geológico dos Estados Unidos (USGS), formada por Smith, Fitzgerald e John Beaver Mertie Jr., em 1924.

## Turismo
O rio Alatna é amplamente procurado para expedições de descida com embarcações leves, como botes infláveis e caiaques, devido ao seu fluxo geralmente calmo e às paisagens cênicas que o rodeiam. A duração dessas viagens pode variar entre quatro e quatorze dias, dependendo do ponto de embarque, do local de retirada e das condições meteorológicas e fluviais.
Um dos pontos de embarque mais utilizados é o lago Circle, um pequeno lago acessível por hidroavião, situado em uma área pitoresca do vale do Alatna. Outro ponto comum de partida é o lago Takahula, de maiores dimensões, também acessível por hidroavião e localizado mais a jusante. O lago Gaedeke é uma alternativa para embarque mais próximo das nascentes do rio, mas, segundo o Alaska River Guide, esse trecho inicial é raso e pedregoso, exigindo transposição (portage) ou condução manual da embarcação ao longo da margem.
A maioria dos praticantes de atividades fluviais finaliza a jornada na vila de Allakaket.